# TU8P
La TU8P est une motrice ferroviaire de conception soviétique utilisée comme autorail et draisine, produite à partir de 1988. Elle est utilisée à l'origine pour le transport de passager sur les voies à écartement étroit et a servi dans plusieurs pays.

## Historique
La TU8P (ТУ8П), développée entre 1978 et 1988 par le Usine de construction de machines de Kambarka (ru) en remplacement de la vieillissante TU6P (ТУ6П)
The TU8P a été développée pour rouler sur n'importe quelle voie d'un écartement allant de 750 mm à 1 520 mm. La cabine est équipée de chauffage, de climatisation et de liaison radio.

## Utilisations
La première motrice diesel N°0001 a été livrée pour la Chemin de fer à voie étroite de l'usine de matériaux de construction n°2 de Tver (ru) dont l'écartement est de 750 mm.
Les TU8P diesel N° 0007, 0008, 0056, 0057 ont été construites pour des voies de 1 067 mm, employées pour les chemins de fer de Sakhaline
La variante autorail du TU8P (TY6P) a desservi la Ligne de Dalat à Thap Cham.
Les TU8P roulant en Russie ont bien entendu un écartement russe (1 520 mm), les TU8P diesel N°0003 et 0004 ont circulé en Ouzbékistan, sur quelques voies de 750 mm